# Villa Maioni

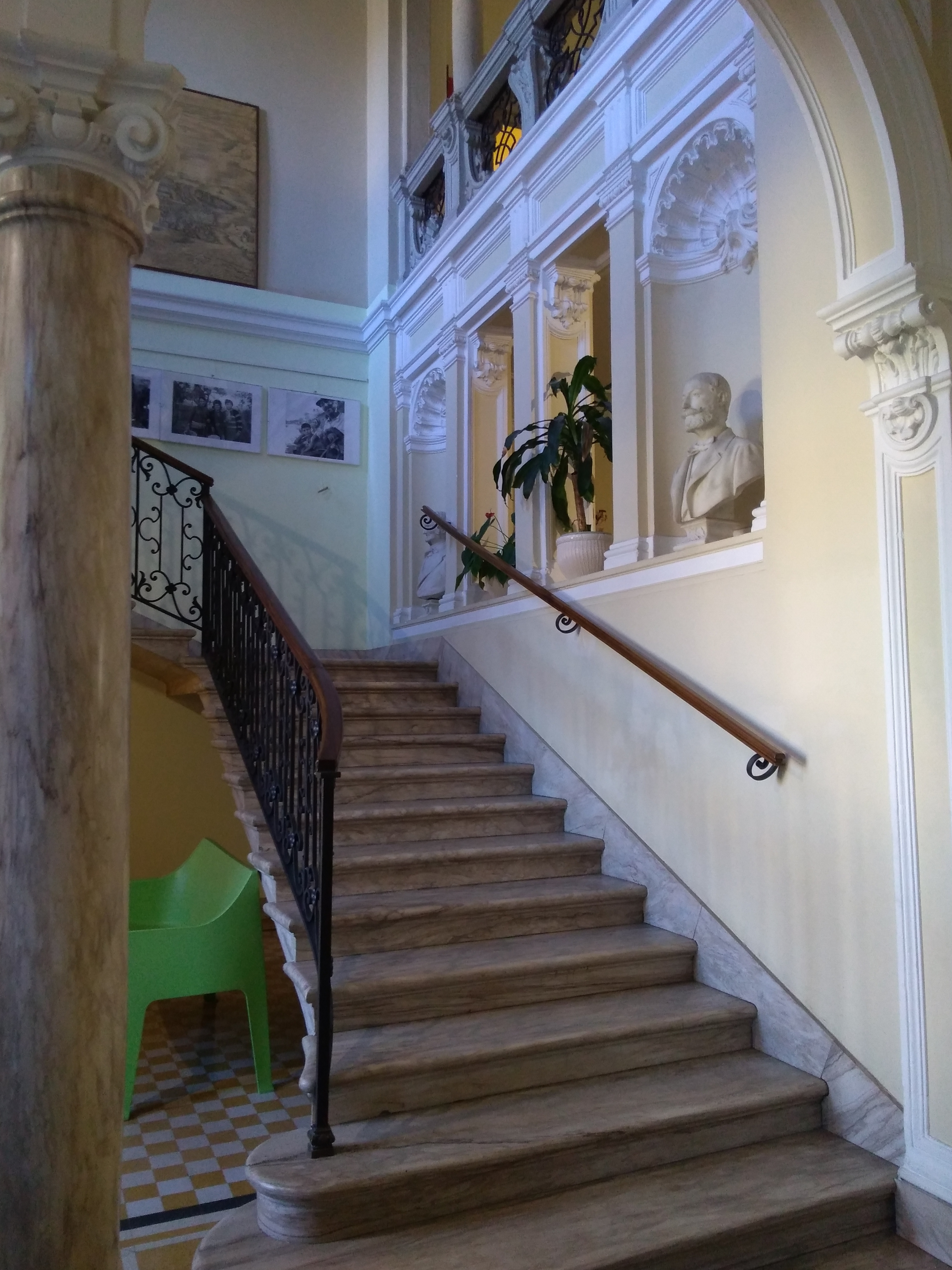
La scalinata marmorea nell'ingresso

Villa Maioni è una villa d'epoca di Verbania (Provincia del Verbano-Cusio-Ossola). Affacciata sul Lago Maggiore si trova tra le frazioni di Pallanza e Intra poco distante dalla foce del torrente San Bernardino. 

## Storia
Il progetto è opera dell'architetto Giuseppe Baroggi, la costruzione fu edificata nel 1925 su incarico di Pietro Maioni, un industriale locale. Nel 1943 la proprietà fu venduta dalla moglie di Maioni al dottor Borgomaneri di Galliate, nel 1977 il comune di Verbania la acquistò per destinarla ad ospitare, dal 1981, la biblioteca comunale intitolata al filosofo Pietro Ceretti.

## Descrizione
La villa situata in posizione lievemente rialzata, ha forma rettangolare e si sviluppa su quattro livelli, nel seminterrato sono ospitati gli archivi della biblioteca, i tre piani soprastanti sono adibiti a sale accessibili al pubblico e uffici della biblioteca. 
Al piano rialzato e rivolta verso il lago un'ampia terrazza con balaustra in cemento collega la villa al giardino tramite una scalinata con due rampe simmetriche. La terrazza è parzialmente coperta da un porticato con tre colonne che sostiene un terrazzino al primo piano. L'ingresso principale della villa è invece situato sul lato settentrionale e vi si accede, superando la dépendance, tramite un breve viale alberato.
Nell'ingresso è notevole la scala di marmo che porta al piano superiore.

### Il parco
L'edificio è situato all'interno di un ampio parco all'inglese (circa 30000 m²) percorso da viali e piantumato con alberi ad alto fusto tra i quali anche specie di pregio.
Il parco è percorso da un viale principale a forma di ellisse che si sviluppa intorno alla villa ed è separato dal lago da un muro di recinzione nel quale si aprono due ingressi, uno a est della villa dal quale si accede al parcheggio condiviso con il teatro Il Maggiore e uno rivolto verso il lago e la spiaggia antistante la villa.
Tra le essenze spiccano, sulla parte rivolta al lago esemplari di conifere, Cedrus atlantica, Cedrus deodara e Abies nordmanniana.
il 25 marzo, in concomitanza con la cinquantacinquesima edizione della mostra della Camelia, è stato inaugurato, presso il giardino di Villa Maioni il parco della Camelia, dedicato a Piero Hillebrand, morto nel 2019.
Finanziato con 130.000 euro dal Comune di Verbania, con oltre 320 piante a dimora. 
Sono state acquistate da tre florovivaisti della zona: Paolo Zacchera della Compagnia del Lago,  i fratelli Savioli e Orsola Poggi del vivaio Camelia d’oro a Oggebbio. 
Dei lavori di piantumazione si è occupata L'azienda Fioribianchi Di Bianchi Salvatore & C. S.n.c..